# Isosafrolo
L'isosafrolo è un composto aromatico isomero del safrolo.
La sostanza ha un odore simile all'anice e alla liquirizia.
Le proprietà fisiche dipendono fortemente dalla natura del doppio legame, difatti le temperature delle transizioni di stato del composto cis differiscono significativamente da quelle dell'isomero trans.
Il composto è un intermedio nella sintesi chimica dell'ecstasy.